# Saudia-Flug 163
Saudia-Flug 163 war ein Linienflug der Saudia vom Karachi/Jinnah International Airport zum Flughafen Dschidda mit Zwischenlandung auf dem Flughafen Riad (alt). Während des Fluges am 19. August 1980 brach kurz nach dem Start in Riad ein Feuer im hinteren Unterflurfrachtraum der eingesetzten Lockheed L-1011 TriStar aus. Den Piloten gelang es zwar, nach Riad zurückzukehren und das Flugzeug notzulanden, allerdings wurde keine sofortige Evakuierung durchgeführt. Durch den Rauch und das Feuer kamen alle 301 Personen ums Leben. Dieser Flugunfall ist sowohl der schwerste einer Lockheed L-1011 Tristar als auch der schwerste in Saudi-Arabien und zählt zu den 10 schwersten Zwischenfällen der Zivilluftfahrt.

## Unfallverlauf
Das Flugzeug startete um 13:32 Uhr (UTC) in Karatschi und landete planmäßig zum Zwischenstopp in Riad um 16:06 Uhr. Nach einem rund zweistündigen Aufenthalt, bei dem alle Passagiere das Flugzeug verlassen mussten und das Flugzeug betankt wurde, hob das Flugzeug um 18:08 Uhr wieder in Riad ab. Etwa sieben Minuten nach dem Start wurde durch optische und akustische Signale Rauchentwicklung im hinteren Teil des Laderaums der L-1011 angezeigt. Erst nachdem der Bordingenieur nach einer Sichtkontrolle die Rauchentwicklung bestätigt hatte, entschloss sich der Flugkapitän um 18:20 Uhr, also nach weiteren fünf Minuten, in einer Flughöhe von rund 22.000 ft (ca. 6.700 m) und einer Entfernung von 78 sm (ca. 140 km) zur Rückkehr nach Riad.
Die Crew informierte die Flugsicherung in Riad über das Feuer an Bord und bekam eine sofortige Freigabe zur Landung. Gleichzeitig wurde die Flughafenfeuerwehr angefordert. Um 18:25 Uhr stellten die Piloten fest, dass sich der Schubhebel des Triebwerks Nr. 2 nicht mehr bewegen ließ. Gleichzeitig wurde die Cockpitcrew von einer Flugbegleiterin informiert, dass nun ein Feuer in der Kabine sei, das die Passagiere in den Gängen bekämpften. Kurz darauf forderte der Flugkapitän die Passagiere in einer Durchsage auf, die Gänge frei zu machen und auf den Sitzplätzen zu bleiben. Um 18:29 Uhr informierte eine Flugbegleiterin darüber, dass nun „zu viel Rauch“ in der Kabine sei.
Drei Minuten später teilte der Flugkapitän der Flugsicherung mit, dass er die zugewiesene Landebahn in Sicht habe. Er nahm auf Anweisung der Flugsicherung Kontakt mit dem Tower auf. Kurz vor der Landung wurde das nicht mehr zu regelnde Triebwerk Nr. 2 abgeschaltet. Zwischenzeitlich hatten Flugbegleiter mehrfach angefragt, ob das Flugzeug nach der Landung evakuiert werden sollte. Der Kapitän ignorierte zunächst die Anfrage und entschied sich um 18:35 Uhr gegen eine sofortige Evakuierung nach der Landung; der Bordingenieur gab dies an die Flugbegleiter weiter. Eine Minute später setzte das Flugzeug auf der Landebahn 01 auf.
Nach der Landung rollte die Lockheed Tristar noch bis zum Ende der Landebahn aus und bog dann nach rechts auf den Rollweg ab. Erst dort, um 18:39 Uhr, rund 2:40 Minuten nach dem Aufsetzen, wurde das Flugzeug zum Stehen gebracht. Die Piloten meldeten an den Tower, die Triebwerke abzuschalten und zu evakuieren. Um 18:40 Uhr teilte der Tower mit, dass das Feuer sichtbar sei. Im letzten Funkspruch aus dem Cockpit bestätigte die Besatzung dies und meldete, dass sie nun versuchten zu evakuieren. Um 18:42 Uhr wurden die zwei verbleibenden Triebwerke abgeschaltet.
Den herbeigeeilten Rettungskräften gelang es erst um 19:05 Uhr von außen die Tür 2R zu öffnen. Um 19:08 Uhr stand das Innere des Flugzeugs völlig in Flammen. Bis dahin unternahm die Crew keine Versuche, das Flugzeug von innen zu öffnen, oder war dazu bereits nicht mehr in der Lage.
Das Flugzeug brannte vollständig aus, alle 301 Personen (Crew und Passagiere) an Bord kamen ums Leben.

## Ursachenermittlung

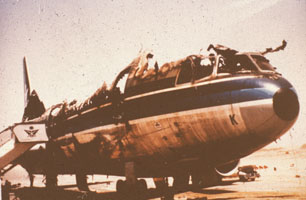
Frontansicht der Maschine nach dem Brand

Die Unfalluntersuchungen wurden von der saudischen Luftfahrtbehörde geleitet und nach dem damalig gültigen ICAO-Verfahren (Annex 13) in Zusammenarbeit mit dem US-amerikanischen National Transportation Safety Board und der Federal Aviation Administration sowie der britischen Air Accidents Investigation Branch durchgeführt.

### Flugzeug
Bei dem Flugzeug mit dem Kennzeichen HZ-AHK handelte es sich um eine L-1011 TriStar des Herstellers Lockheed mit der Werksnummer 1169. Die L-1011 war mit drei RB211-Triebwerken von Rolls-Royce ausgerüstet. Die Indienststellung erfolgte 1979. Zum Unfallzeitpunkt hatte sie 3023 Flugstunden absolviert. Das Flugzeug war regelmäßig gewartet worden.

### Todesursachenermittlung
Die Mehrzahl der Todesopfer war nach der Landung vor den Flammen in den vorderen Teil des Flugzeugs geflüchtet und wurde dort vor den Ausgängen L2 und R2 aufgefunden. Die Obduktion der untersuchten Todesopfer zeigte, dass alle diese Personen an einer Rauchgasvergiftung starben. Bei allen Opfern war Ruß in der Lunge nachweisbar.

### Verhalten der Piloten
Die Ermittler gingen unter anderem der Frage nach, warum das Flugzeug erst rund 2:40 Minuten nach dem Aufsetzen zum Stehen kam. Die Untersuchung zeigte, dass nach der Landung sehr wahrscheinlich nicht oder nur sehr wenig gebremst wurde. Warum die Piloten nicht die maximale Bremskraft einsetzten, blieb offen. Die Untersuchungen zeigten allerdings, dass den Piloten ausreichend Hydraulikdruck zur Bremsung zur Verfügung gestanden hätte. Bei einer Bremsung mit voller Kraft wäre das Flugzeug rund zwei Minuten früher und näher bei den Rettungskräften zum Stillstand gekommen. Diese Zeit wäre für das Überleben der Passagiere und der Crew von Bedeutung gewesen, insbesondere wenn sich nach dem Anhalten eine sofortige Evakuierung angeschlossen hätte.

### Verhalten der Rettungskräfte

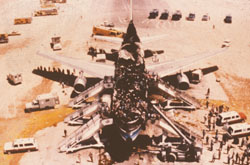
Das Wrack der Maschine

Die Befragungen der eingesetzten Feuerwehrleute durch die Ermittler ergaben, dass die Feuerwehrleute über geringe oder gar keine Kenntnisse zum Türmechanismus der L-1011 verfügten. Lediglich zwei Feuerwehrleuten war vorher durch Mitarbeiter der Fluggesellschaft der Türmechanismus erklärt worden, selbst bedienen durften sie ihn nicht.
Weiterhin wurde festgestellt, dass keiner der befragten Feuerwehrleute wusste, wie viele Türen es an diesem Muster gab oder wie man ansonsten in das Innere des Flugzeugs hätte gelangen können. Diese Unkenntnis wurde für alle nach Riad fliegenden Flugzeugmuster festgestellt. Nur vier Feuerwehrleute verfügten überhaupt über eine Ausbildung durch die Feuerwehrschule in Dschidda, alle anderen Kräfte waren lediglich vor Ort angelernt worden.
Aufgrund des fehlenden Trainings und fehlender Ausrüstung gelang es den Rettungskräften erst rund 20 Minuten nach der Landung, die erste Tür zu öffnen. Obwohl ausreichend Zeit zur Vorbereitung gewesen war, versäumten es die Rettungskräfte, entsprechendes Werkzeug zum gewaltsamen Öffnen der Kabinentür mitzubringen.

### Untersuchungsergebnis
Der Entstehungsort des Brandes konnte in den Untersuchungen nicht mehr endgültig ermittelt werden. Aller Wahrscheinlichkeit nach brach das Feuer im Bereich C3 des Laderaumes aus. Die Intensität des Feuers war so stark, dass es durch den Boden des Passagierraums brannte. Infolgedessen flüchteten die dort sitzenden Passagiere vor der Landung nach vorne.
Die Ermittler fanden im Brandschutt zwei Gaskocher zusammen mit einem leeren Feuerlöscher. Einige Fluggesellschaften erlaubten strenggläubigen muslimischen Passagieren den Gebrauch eines Gaskochers an Bord, damit diese auch während des Fluges die Speisegesetze befolgen konnten. Dieselbe Unfallursache wurde auch für den Unfall einer Boeing 707-300 auf Pakistan-International-Airlines-Flug 740 ein Jahr zuvor angenommen.

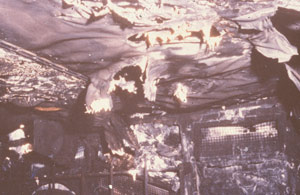
Frachtabteil der Maschine nach dem Brand

Der veröffentlichte Untersuchungsbericht stellt fest, dass der Unfall prinzipiell zu überleben („survivable“) gewesen wäre. Hauptgründe für den tödlichen Ausgang waren
1. die Weigerung des Kapitäns, die Kabinencrew auf eine Evakuierung nach der Landung vorzubereiten, das Flugzeug mit maximaler Kraft abzubremsen, gefolgt von einer sofortigen Evakuierung,
2. das Versagen des Kapitäns, sich die Fähigkeiten seiner Cockpit-Besatzung voll zunutze zu machen und
3. das Versagen des Managements der Rettungskräfte, zu gewährleisten, dass die Rettungskräfte über ausreichend Training und Ausrüstung verfügen, um in einem Notfall die richtigen Maßnahmen ergreifen zu können.[1]

### Empfehlungen
In ihrem Bericht spricht die Untersuchungskommission aufgrund ihrer Feststellungen zu den Unfallursachen und den aufgedeckten Mängeln folgende Empfehlungen aus:
1. Eine Überprüfung aller Laderäume mit einer Größe über 500 ft³ (14 m³) hinsichtlich der Verwendung von brandhemmenden Materialien (Empfehlung der NTSB an die FAA, die im Bericht der saudischen Kommission übernommen wurde).
2. Überarbeitung der firmeninternen Richtlinien zur Ausbildung und Gewinnung des fliegenden Personals und insbesondere zur Stärkung des Crew Resource Managements.
3. Einhaltung der Richtlinien bei der Handhabung von Handgepäck und Freigepäck.
4. Verbesserung bei der Aus- und Fortbildung des Personals der Flughafenfeuerwehr der saudischen Flughäfen.